# Corus-toernooi 2009
Het Corus Chess Tournament van 2009 vond plaats van 16 januari tot en met 1 februari in Wijk aan Zee. Het is een jaarlijks schaaktoernooi, vernoemd naar de hoofdsponsor Corus.
Tijdens dit toernooi scoorde Anish Giri zijn derde grootmeesternorm. Daardoor werd hij de jongste grootmeester van dat moment.

## Eindstand A-Groep
| Nr.    | Speler               | Rating | Score | SB  | 1 | 2 | 3 | 4 | 5 | 6 | 7 | 8 | 9 | 10 | 11 | 12 | 13 | 14 |
| ------ | -------------------- | ------ | ----- | --- | - | - | - | - | - | - | - | - | - | -- | -- | -- | -- | -- |
| Goud   | Sergey Karjakin      | 2706   | 8     | 51  | * | ½ | ½ | 1 | ½ | 1 | 0 | ½ | ½ | ½  | 0  | 1  | 1  | 1  |
| Zilver | Levon Aronian        | 2750   | 7½    | 48  | ½ | * | ½ | 1 | ½ | 0 | 1 | ½ | ½ | ½  | ½  | ½  | 1  | ½  |
| Zilver | Teymour Radjabov     | 2761   | 7½    | 47¾ | ½ | ½ | * | ½ | ½ | ½ | 1 | 0 | 1 | ½  | 1  | ½  | ½  | ½  |
| Zilver | Sergei Movsesian     | 2751   | 7½    | 45¼ | 0 | 0 | ½ | * | ½ | ½ | ½ | 1 | ½ | ½  | 1  | ½  | 1  | 1  |
| 5      | Magnus Carlsen       | 2776   | 7     | 45½ | ½ | ½ | ½ | ½ | * | 1 | ½ | ½ | 0 | 1  | ½  | ½  | ½  | ½  |
| 6      | Leinier Dominguez    | 2717   | 7     | 43¾ | 0 | 1 | ½ | ½ | 0 | * | ½ | ½ | ½ | ½  | ½  | 1  | ½  | 1  |
| 7      | Gata Kamsky          | 2725   | 6½    | 41½ | 1 | 0 | 0 | ½ | ½ | ½ | * | ½ | ½ | ½  | ½  | ½  | ½  | 1  |
| 8      | Loek van Wely        | 2625   | 6     | 39¾ | ½ | ½ | 1 | 0 | ½ | ½ | ½ | * | ½ | ½  | ½  | ½  | ½  | 0  |
| 9      | Wang Yue             | 2739   | 6     | 39½ | ½ | ½ | 0 | ½ | 1 | ½ | ½ | ½ | * | ½  | 0  | ½  | 0  | 1  |
| 10     | Jan Smeets           | 2601   | 6     | 39  | ½ | ½ | ½ | ½ | 0 | ½ | ½ | ½ | ½ | *  | 1  | ½  | ½  | 0  |
| 11     | Vassily Ivanchuk     | 2779   | 5½    | 36½ | 1 | ½ | 0 | 0 | ½ | ½ | ½ | ½ | 1 | 0  | *  | ½  | ½  | 0  |
| 12     | Daniël Stellwagen    | 2612   | 5½    | 35¼ | 0 | ½ | ½ | ½ | ½ | 0 | ½ | ½ | ½ | ½  | ½  | *  | ½  | ½  |
| 13     | Michael Adams        | 2712   | 5½    | 34¼ | 0 | 0 | ½ | 0 | ½ | ½ | ½ | ½ | 1 | ½  | ½  | ½  | *  | ½  |
| 14     | Alexander Morozevich | 2771   | 5½    | 34  | 0 | ½ | ½ | 0 | ½ | 0 | 0 | 0 | 0 | 1  | 1  | ½  | ½  | *  |

## Eindstand B-Groep
| 1  | Fabiano Caruana        | 8½ |
| 2  | Nigel Short            | 8  |
| -  | Aleksandr Motyljov     | 8  |
| -  | Rustam Kasimdzjanov    | 8  |
| 5  | Andrej Volokitin       | 7½ |
| -  | Francisco Vallejo Pons | 7½ |
| 7  | Zachar Jefimjenko      | 7  |
| 8  | David Navara           | 6½ |
| 9  | Hou Yifan              | 6  |
| 10 | Dimitri Reinderman     | 6  |
| 11 | Erwin l'Ami            | 5½ |
| 12 | Henrique Mecking       | 4½ |
| 13 | Krishnan Sasikiran     | 4  |
| -  | Jan Werle              | 4  |

## Eindstand C-Groep
| 1  | Wesley So             | 9½ |
| 2  | Tiger Hillarp Persson | 8½ |
| -  | Anish Giri            | 8½ |
| 4  | David Howell          | 7½ |
| -  | Abhijeet Gupta        | 7½ |
| 6  | Frank Holzke          | 6½ |
| 7  | Dronavalli Harika     | 6  |
| 8  | Friso Nijboer         | 5½ |
| -  | Eduardo Iturrizaga    | 5½ |
| -  | Ali Bitalzadeh        | 5½ |
| -  | Manuel Bosboom        | 5½ |
| -  | Roeland Pruijssers    | 5½ |
| 13 | Manuel Leon Hoyos     | 5  |
| 14 | Oleh Romanysjyn       | 4½ |